# Lablab purpureus
Lablab purpureus, llamada popularmente zarandaja, chileno, judía de Egipto, fríjol de Egipto, chaucha japonesa, o cancate, es una especie de la familia de las fabáceas originaria del Afrotrópico y Asia, que también se ha extendido a Sudamérica. Se cultiva en las zonas tropicales de África, de Asia y de América como planta de forraje y por su fruto, una legumbre, con valor alimentario, aunque la alta presencia de glicósidos cianogénicos en las vainas hace imprescindible una cuidadosa cocción para su consumo humano.

## Descripción

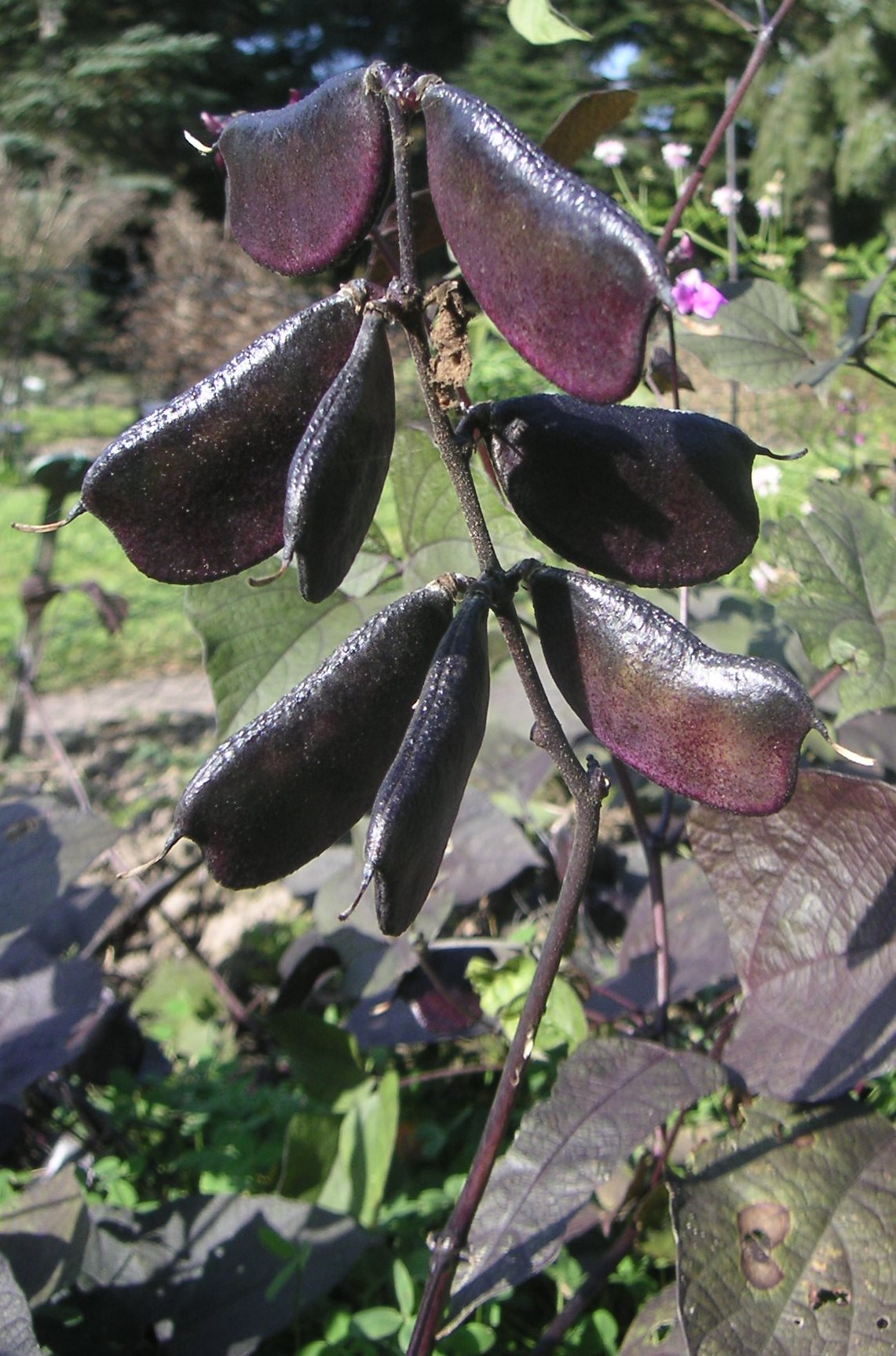
Frutos en el Jardín Botánico de Krefeld, Alemania.

Hierba reptante o preferentemente trepadora, cuyos tallos alcanzan los 6 m de largo y se levantan hasta 80 cm del suelo; son cilíndricos y vellosos. La raíz es pivotante. Las hojas son trifoliadas, con folíolos ovado a romboidales, apicadas, casi lisas, pubescentes por el envés, ubicadas al cabo de pecíolos largos y delgados, acanalados. Las flores forman inflorescencias en forma de racimos axilares, con pedúnculos de unos 40 cm de largo. El cáliz es tubular; el fruto aplastado, oblongo, de unos 8 por 2,5 cm, liso, dehiscente. Contiene tres a cinco semillas elípticas, de alrededor de 1 cm de largo, pardas o negruzcas.

## Historia
El uso medicinal del poroto es viejo, como lo demuestra su presencia en la Capitulare de villis vel curtis imperii, una orden emitida por Carlomagno que reclama a sus campos para que cultiven una serie de hierbas y condimentos incluyendo "fasiolum" identificada actualmente como Lablab purpureus.

## Cultivo y usos
Se cultiva de manera similar al caupí (Vigna unguiculata), tanto por sus semillas comestibles como para la producción de heno y por su valor respecto de otras cosechas, al fijar el nitrógeno ambiental al suelo. Se cultiva en solitario o en mezcla con el maíz (Zea mays) o el sorgo (Sorghum vulgare). Crece rápidamente y tolera bien el pastoreo.

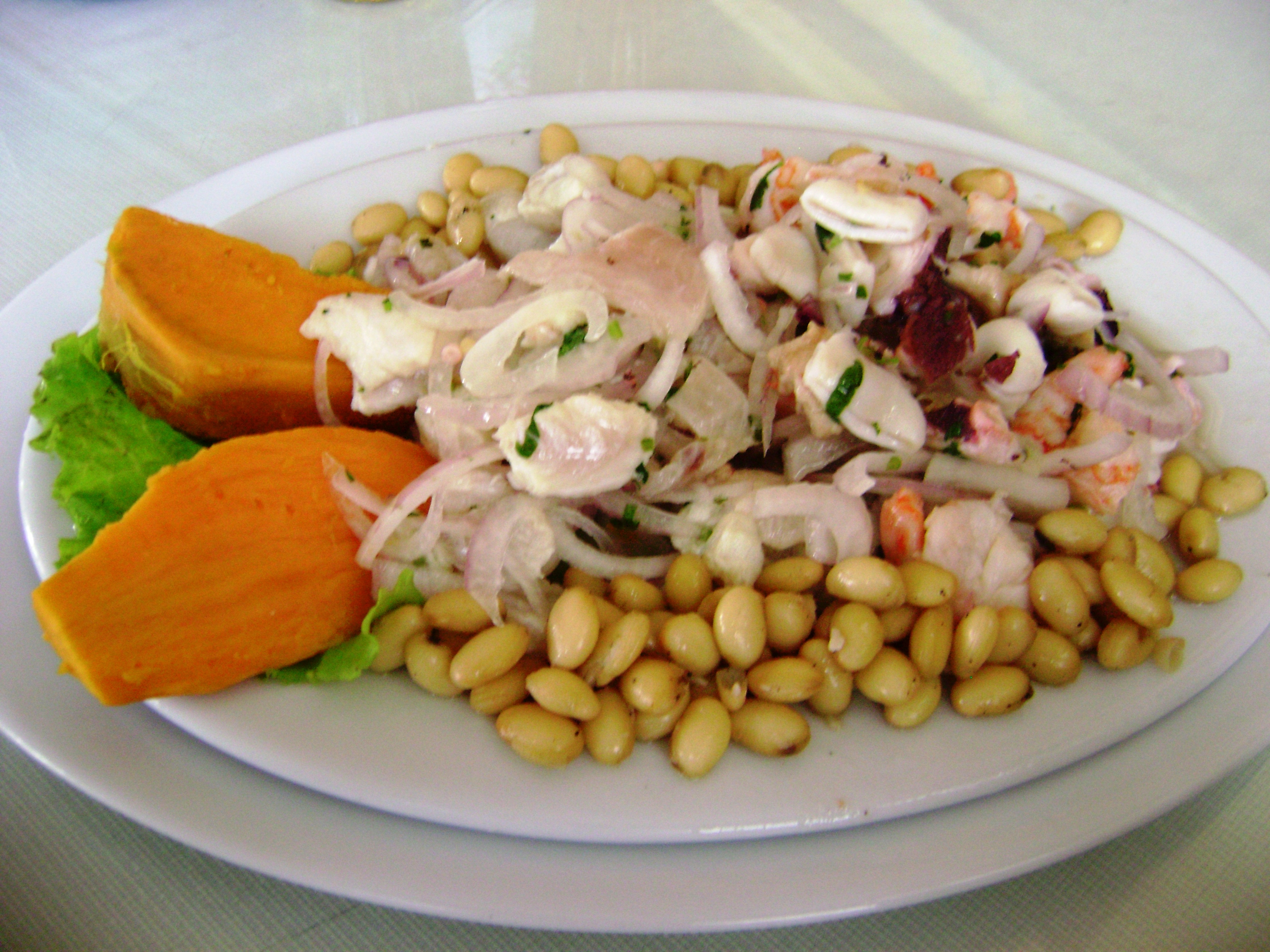
Ceviche mixto con zarandajas

En Piura (Perú) es un ingrediente común que se suele usar de acompañante del ceviche.

## Taxonomía
Lablab purpureus fue descrito por L. ex Sweet y publicado en Hortus Britannicus 481. 1826.
Variedades aceptadas
- Lablab purpureus subsp. bengalensis (Jacq.) Verdc.
- Lablab purpureus subsp. uncinatus Verdc.

Sinonimia
- Dolichos albus Lour.
- Dolichos benghalensis Jacq.
- Dolichos lablab L.
- Dolichos purpureus L.
- Glycine lucida "sensu Blanco, non J.R.Forst."
- Lablab cultratus DC.
- Lablab niger Medik.
- Lablab purpurea (L.) Sweet
- Lablab vulgaris (L.) Savi
- Lablab vulgaris var. albiflorus DC.
- Vigna aristata Piper[5]

## Nombres comunes
- frijol caballero de Cuba, frijol de Antibo (en Perú), habichuela de Egipto, indianilla, sencapuspu del Perú, zencapuspu del Perú.[6]